# 克拉斯诺霍尔卡伊·拉斯洛
克劳斯瑙霍尔考伊·拉斯洛（匈牙利語：Krasznahorkai László，1954年1月5日—），匈牙利小說家和編劇，以後現代主義小說與反烏托邦、憂鬱主題聞名。他的幾個作品都被塔尔·贝拉改編成電影。其著名的著作包括《撒旦探戈》（1985）、《都灵之马》等。紐約客評價其作品時稱拉斯洛：“將現實檢驗至幾近瘋狂的程度。”

## 生平
克劳斯瑙霍尔考伊·拉斯洛出生於匈牙利貝凱什州久洛。其父亲是一位律师，母亲为地方政府职员。他最初在塞格德和布达佩斯学习过法学，而后于罗兰大学攻读大众教育。大学毕业之初，曾担任过一个小镇图书馆的管理员。也曾做过编辑工作。1984年，他成为了一名自由撰稿人。1987年，他通过德意志学术交流中心的奖学金前往西柏林，在彼处居住了一年。接下来的多年中，他的行迹囊括了许多国家。克劳斯瑙霍尔考伊曾多次前往中国，第一次是在1991年，第二次是在1998年。在后一次旅行中，他以李白为主题撰写了专题报道。1993年，其著作《撒旦探戈》被评为当年德国最佳图书。2004年，他完成了其半小说半纪实的作品《天下的悲伤与毁灭》，讨论了中国传统文化的丧失和消亡。2018年，其凭着短篇小说集《世界在继续》再次获得布克奖提名。

## 主要作品

### 小说
- 1985年《撒旦探戈》
- 1989年《反抗的忧郁》
- 1999年《战争与战争》
- 2004年《天下的悲伤与毁灭》
- 2008年《西王母下凡》
- 2009年《最后一匹狼》
- 2016年《温克海姆男爵归来》

### 剧本
自1987年两人开始合作以来，克劳斯瑙霍尔考伊所有的剧本都由塔尔·贝拉翻拍为电影。
- 1988年《天谴》
- 1994年《撒旦探戈》
- 1997-2001《残缺的和声》
- 2007《来自伦敦的男人》
- 2011《都灵之马》

## 主要獎項
- 2004年科苏特奖
- 2014年美利坚文学奖
- 2015年布克文學獎

## 參閱
- David Auerbach, "The Mythology of László Krasznahorkai," The Quarterly Conversation, 7 June 2010
- James Wood, "Madness and Civilization: The very strange fictions of László Krasznahorkai （页面存档备份，存于）," The New Yorker, 4 July 2011, pp. 71–75.
- Andrew Ervin, "Hungary for More," Philadelphia City Paper,  18–25 January 2001.

## 外部連結
- lászló krasznahorkai （页面存档备份，存于） (official website)